# بولوني سور مير (مدينة)
بولوني سور مير (بالإسبانية: Boulogne Sur Mer)‏ هي منطقة سكنية تقع في الأرجنتين في San Isidro Partido. يقدر عدد سكانها بـ 73,496 نسمة وترتفع عن سطح البحر 16 متر.

## أعلام
- زايرا نارا